# Hisscivilization
Hisscivilization é o terceiro álbum do músico Júpiter Maçã. Foi lançado em 2002 pela gravadora britânica Voiceprint Records, é a produção mais experimental, ambiciosa e elaborada do músico. Fortemente influenciado pela sonoridade de Syd Barrett, Stereolab e da Cena de Canterbury (em particular Kevin Ayers e seu álbum de 1970 Shooting at the Moon), Hisscivilization é caracterizado pela inclusão de eletrônicos, ausentes nos dois lançamentos anteriores, em um movimento que polarizou críticos e fãs. É totalmente cantado em inglês, assim como seu antecessor Plastic Soda.
A faixa "Exactly" foi regravada para seu álbum posterior com Bibmo, Bitter.

## Críticas
O álbum foi bem recebido em seu lançamento, mas muitos críticos não opinaram devido à sua sonoridade fortemente experimental e longa duração. Escrevendo para AllMusic, François Couture deu uma nota 3 de 5 estrelas, dizendo: "cheio de ganchos cativantes, reviravoltas intrigantes e trechos auto-indulgentes", e comparando Júpiter Maçã com outros músicos como Cornelius e Beck. No entanto, ele também disse que "a única falha do álbum é sua duração - o problema dele é a sua extensão. Não só Hisscivilization chega a 78 minutos, mas a maioria de suas 13 faixas poderiam ter sido substancialmente encurtadas". Matheus Donay de O Notório Abacaxi elogiou o álbum por sua "arte futurista e surrealista ", mas também o criticou por sua extensão e afirmou que requer "muita paciência" para ouvir. 
| Críticas profissionais | Críticas profissionais |
| Pontuações agregadas   | Pontuações agregadas   |
| Fonte                  | Avaliação              |
| ---------------------- | ---------------------- |
| AllMusic               | link                   |
| Avaliações da crítica  |                        |
| Fonte                  | Avaliação              |

## Lista de faixas
Todas as faixas escritas e compostas por Júpiter Maçã. 
| N.º | Título                                        | Duração |  |
| 1.  | "The Homeless and the Jet Boots Boy"          | 11:34   |  |
| 2.  | "Pyrus malus et Fragaria vesca"               | 6:05    |  |
| 3.  | "Act Not Surprised"                           | 4:48    |  |
| 4.  | "...So You Leave the Hall"                    | 6:16    |  |
| 5.  | "An Old Road/Aquarius and Pisces"             | 3:45    |  |
| 6.  | "Overture and Something Else"                 | 8:21    |  |
| 7.  | "The Cat and the Rabbit"                      | 2:55    |  |
| 8.  | "In the Presence of Zohg Zucchini and Finale" | 4:39    |  |
| 9.  | "The Futuristica Waltz"                       | 3:39    |  |
| 10. | "Exactly"                                     | 6:30    |  |
| 11. | "Metropole"                                   | 6:45    |  |
| 12. | "Tropical Permanent Holidays"                 | 4:10    |  |
| 13. | "Civilization"                                | 8:15    |  |

## Ficha Técnica
- Júpiter Maçã - vocais, guitarra elétrica, guitarra clássica, percussão, Moog, produção, mixagem
- Thomas Dreher - produção, mixagem, masterização, engenheiro de som (faixas 1, 3, 5, 6, 7, 8, 12, 13)
- Fernando Sanches - engenheiro de som (faixas 2, 4, 9, 10)
- Marcelo Birck - edição (faixa 2)